# Heinrich von Reventlow (Amtmann)

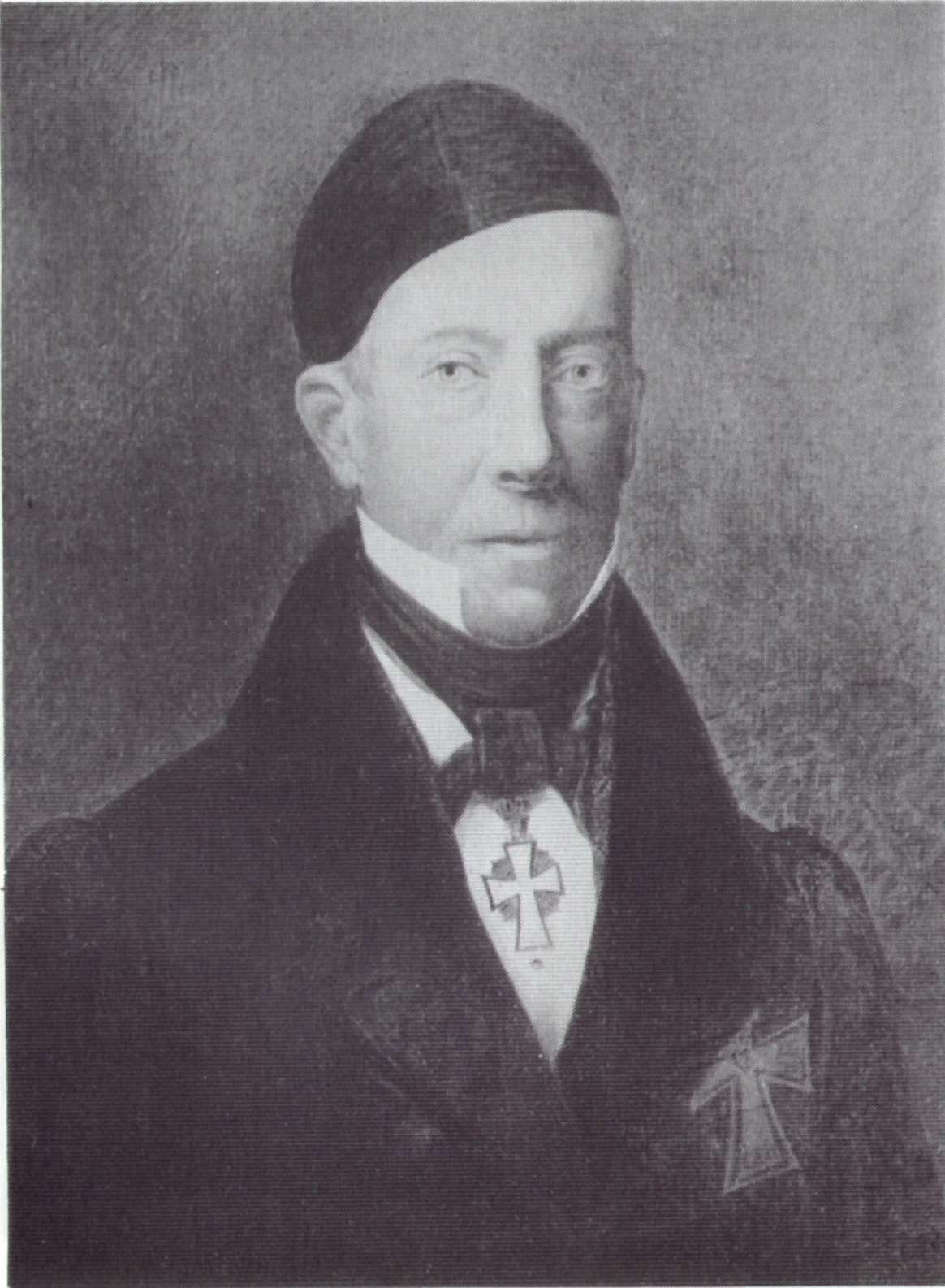
Heinrich Reventlow

Heinrich Graf Reventlow (* 2. März 1796 in Schleswig; † 2. Juli 1842 in Hildesheim) war ein deutscher Verwaltungsjurist in dänischen Diensten.

## Leben
Heinrich von Reventlow entstammte dem Älteren Haus des schleswig-holsteinischen Uradelsgeschlechts (Equites Originarii) von Reventlow. Er war der älteste Sohn des königlich dänischen Kammerherrn und Generalmajors Graf Heinrich von Reventlou (1763–1848), Gutsherr auf Falkenberg, Erbherr auf Wittenberg (Martensrade) und Kaltenhof, und seiner Frau Sophie Anna, geborene Gräfin von Baudissin (1778–1853). Ernst Christian, Friedrich und Christian Andreas Julius waren seine Brüder.
Er besuchte zusammen mit dem gleichaltrigen Christian zu Rantzau das Katharineum zu Lübeck bis Michaelis 1814 und studierte Rechtswissenschaften an den Universitäten Göttingen und ab 1817 an der Kiel.
1819 trat er als Kanzlist im Departement für auswärtige Angelegenheiten in Kopenhagen in den dänischen Staatsdienst. 1820 bestand er sein juristisches Examen vor dem Obergericht auf Schloss Gottorf. Von 1822 bis 1825 war er Auskultant in der Deutschen Kanzlei in Kopenhagen, 1825 bis 1828 Legationssekretär an der Dänischen Gesandtschaft in Berlin und 1828 bis 1831 in gleicher Stellung bei der Gesandtschaft des dänischen Königs in seiner Eigenschaft als Herzog von Holstein und Lauenburg beim Deutschen Bund in Frankfurt am Main.
1831 wurde er Amtmann für das Amt Flensburg, 1834 Rat in der Regierung der Herzogtümer und 1839 Amtmann für die Ämter Bordesholm, Kiel und Kronshagen. Er bat im Mai 1842 aus Gesundheitsgründen um seine Entlassung und starb in Hildesheim auf dem Weg zu einer Kur.
Am 13. Juli 1831 heiratete er die Hofdame von Caroline Amalie von Schleswig-Holstein-Sonderburg-Augustenburg Julie Louise Frederike Gräfin Rantzau (* 25. Juli 1808 in Itzehoe; † 9. Dezember 1894), eine Tochter von Carl Emil Graf zu Rantzau auf Rastorf (1775–1857) und seiner Frau Emilie, geb. Komtesse von Bernstorff (1777–1811), einer Tochter von Andreas Peter von Bernstorff. Damit wurde er Schwager seines Schulkameraden Christian zu Rantzau. Nach dessen Tod heiratete seine Witwe in zweiter Ehe.
Sein Sohn Adolf Ludwig Christian von Reventlow (* 1835) war Verbitter des Adeligen Klosters Itzehoe. Seine Tochter Caroline Christiane Elisabeth (1837–1917) heiratete Emil zu Rantzau. Adeline Gräfin von Reventlow wurde Tiermalerin.

## Auszeichnungen
- 1834 Titel Kammerherr
- 4. Mai 1839 Dannebrogorden, Ritter